# Biladi (Schiff)
Die Biladi war ein Fährschiff der in Marokko ansässigen Reederei Comarit, das 1980 als Liberté für die Société nationale maritime Corse Méditerranée (SNCM) in Dienst gestellt wurde. Das Schiff blieb bis 2012 in Fahrt und wurde nach einem Jahr Aufliegezeit im türkischen Aliağa abgewrackt.

## Geschichte
Die Liberté wurde unter der Werftnummer 161 bei Dubigeon-Normandie S.A. in Nantes gebaut und am 5. Dezember 1979 vom Stapel gelassen. Die offizielle Taufe des Schiffes fand am 19. Juni 1980 statt. Die Liberté wurde am 22. Juni 1980 von SNCM übernommen und auf der Route von Marseille nach Tunis in Dienst gestellt.
Zwischen November 1990 und Juni 1991 wurde das Schiff Cie. Marseillaise de Reparations in Marseille von 141,5 auf 164,4 Meter verlängert. Die Kapazität erhöhte sich dabei auf 1.604 (ehemals 1.240) Passagiere und 520 (ehemals 453) PKW. Im Juni 1991 nahm die Liberté wieder den Liniendienst von Marseille nach Tunis auf.
Im Dezember 2002 übernahm die in Marokko ansässige Fährgesellschaft Comarit das Schiff und setzte es fortan als Biladi im Dienst von Sète nach Tanger ein.
Im Mai 2012 wurde die Biladi nach 32 Dienstjahren ausgemustert und in Sète aufgelegt. Nach einem Jahr Aufliegezeit ging das Schiff im Juni 2013 zum Abwracken ins türkische Aliağa, verließ am 3. Juli 2013 den Hafen von Sète und traf am 15. Juli in der Abbruchwerft ein, wo es in den folgenden Monaten zerlegt wurde.